# Mark Gordon
Mark Gordon, född 14 mars 1957 i New York i New York är en amerikansk republikansk politiker. Han är guvernör i Wyoming sedan den 7 januari 2019. Gordon var dessförinnan Wyomings finansminister.  

## Biografi
Gordon är son till Crawford Gordon, ranchägare från Kaycee i Johnson County.
Han tog examen från Middlebury College i Middlebury, Vermont där träffade han sin första maka, Sarah Hildreth Gilmore. Paret gifte sig den 7 mars 1981. 
Efter sin examen från college 1979, återvände Gordon till Wyoming och arbetade på familjens ranch. Han kom senare att även arbeta inom olje- och gasindustrin. År 1993 dog Gordons maka Sarah i en bilolycka. Därefter fokuserade han på att uppfostra sina två döttrar som då var fyra och två år gamla. 
År 1998 träffade Gordon sin nuvarande maka Jennie Muir och de gifte sig år 2000. De har fyra vuxna barn tillsammans: två söner och två döttrar.

## Guvernör i Wyoming
Gordon avstod från att kandidera för att ersätta Cynthia Lummis i representanthuset år 2016 och kandiderade istället till guvernör i Wyoming vid valet år 2018. Han vann det republikanska primärvalet och guvernörsvalet. 